# Gümüşyaka, Elmalı
Gümüşyaka là một xã thuộc huyện Elmalı, tỉnh Antalya, Thổ Nhĩ Kỳ. Dân số thời điểm năm 2011 là 147 người.